# 德阳高新技术产业开发区
德阳高新技术产业开发区位于成都、德阳、绵阳高新技术产业带腹心，南临成都24公里，北距德阳19公里，于1991年成立，前身为四川广汉经济开发区，2013年被认定为省级高新技术产业园区，2014年4月四川省政府批复更名为四川德阳广汉高新技术产业园区，2015年5月更名为德阳旌阳高新技术产业园区，2015年9月29日，高新区被中华人民共和国国务院批准予以升格为国家高新技术产业开发区，最终更名为德阳高新技术产业开发区，规划面积为7.86平方公里，系四川省第三个国家级经济技术开发区。